# متلازمة ميلكرسون روزنتال
متلازمة ميلكرسون روزنتال هي اضطراب عصبي نادر يتسم بشلل متكرر وتورم في الوجه والشفتين، وفي العادةً يكون التورم في الشفة العليا (ورم حبيبي فموي وجهي)، مع ظهور طيات وشقوق في اللسان (لسان مشقق)، ويبدأ في مرحلة الطفولة أو المراهقة المبكرة.
قد يستمر التورم ويزداد بعد الهجمات المتكررة (التي تتراوح بين عدة أيام إلى عدة سنوات) حتى يصبح دائماً في نهاية المطاف، ومن الممكن أن تصبح الشفة صلبة ومتشققة ومتصدعة ويتغير لونها إلى البني المحمر.
لا زال سبب متلازمة ميلكرسون روزنتال غير معروف ولكن من المرجح أن تكون مرضاً وراثياً، وقد لوحظ تفشيها بشكل خاص في بعض الجماعات الإثنية في بوليفيا، كما يمكن أن تكون من أعراض داء كرون أو غرناوية (ساركويد). أبلُغ عن حوالي 400 حالة في جميع أنحاء العالم.

## السبب
ينبغي عدم الخلط بين متلازمة ميلكرسون روزنتال وهيموفيليا ج الناجمة عن قصور عامل التخثر الحادي عشر، وينشأ السبب الوراثي لهذه المتلازمة فقط عندما يرتبط بالتوائم وأفراد الأسرة.

## التشخيص
يعتمد التشخيص بشكل رئيسي على الفحص السريري، وتُعتبر الخزعة مفيدة في التمييز بين الأنواع المختلفة للمتلازمة.

## العلاج
يترافق علاج المتلازمة بأعراض، وقد تتضمن الخطة العلاجية دواءا لاستيرويديا مضادا للالتهاب (مضادات الالتهاب غير الستيرويدية) وكورتيكوستيرويد للتقليل من التورم، ومضادات حيوية ومثبطات مناعية، كما يمكن اللجوء إلى العمل الجراحي لتخفيف الضغط على أعصاب الوجه وتقليل حجم الورم.

## التوقعات
قد تتكرر متلازمة ميلكرسون روزنتال بصورة متقطعة بعد ظهورها للمرة لأول مرة، كما يمكن أن تصبح اضطراباً مزمناً، ويجب أن تستبعد الرعاية الدائمة تطور المتلازمة إلى داء كرون أو غرناوية (ساركويد).

## الاسم الأجنبي
سميت هذه الحالة نسبةً لإرنست ميلكرسون وكيرت روزنتال.

## الأبحاث
يدعم المعهد الوطني للاضطرابات العصبية والسكتات الدماغية البحث في الاضطرابات العصبية مثل متلازمة ميلكرسون روزنتال، حيث يهدف الجزء الأكبر من هذا البحث إلى توسيع المعرفة حول هذه الاضطرابات وإيجاد طرق لعلاجها والوقاية والشفاء منها بالكامل.